# Pocas Pascoal
Pocas Pascoal, nascida em 1963, é uma diretora de cinema angolana.

## Biografia
Maria Esperança, também conhecida como "Buen" Pascoal, nasceu em 1963, em Luanda, Angola, onde cresceu até aos 16 anos antes de deixar o país, após a guerra civil, para Lisboa, Portugal, com a sua irmã. Dois anos depois regressou a Angola e tornou-se a primeira operadora de câmara de televisão em Luanda. Em seguida, estudou na França, no Conservatório Livre de Cinema Francês (CLCF). Formada em 2002, em montagem cinematográfica, integrou o grupo de artistas Cité. Fotógrafa e documentarista, participa, com este grupo, em diversas exposições de arte contemporânea. Viveu então entre Paris e Lisboa. Os seus primeiros filmes são sobre a história de Angola. O documentário Amanhã será diferente, depois a longa-metragem “Alda e Maria”, evocam os emigrantes angolanos em Lisboa e são em parte autobiográficos. Este longa-metragem, transmitida em cerca de vinte países, recebeu o prémio de melhor filme no Festival Internacional de Cinema de Los Angeles e o prémio da União Europeia no Festival Pan-Africano de Cinema e Televisão de Ouagadougou 2013.

## Filmografia
- 1998: Para nós
- 2000: Memórias de infância
- 2004: Sempre há alguém que te ama
- 2008: Amanhã será diferente
- 2011: Por aqui tudo bem (Aqui está tudo bem) / "Alda e Maria"
- 2017: feminino